# Twin Spark
La tecnologia Twin Spark (scritto anche TwinSpark e abbreviato con l'acronimo di TS) è un sistema a doppia accensione sviluppato dall'Alfa Romeo, titolare dei diritti sul nome; in seguito venne utilizzato anche da altre case automobilistiche.

## Descrizione

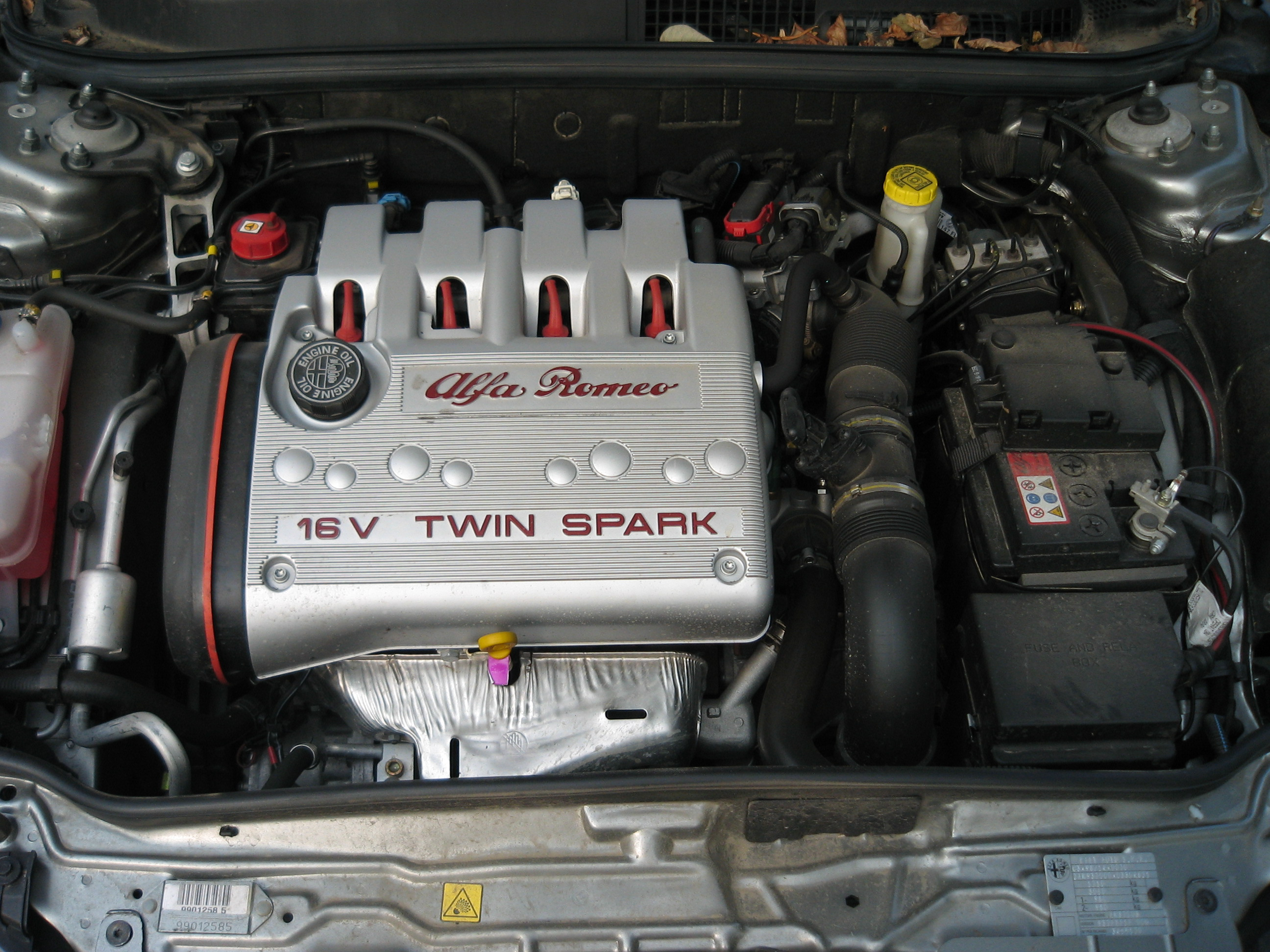
Motore a benzina Twin Spark 16V di un'Alfa Romeo

Il sistema Twin Spark consiste nell'utilizzo di due candele per cilindro anziché una sola in modo da migliorare la combustione della miscela (aria-benzina) nella camera di combustione. Questo consente, a parità di motore, di aumentare il rendimento e la potenza e di ridurre le emissioni inquinanti.
Nelle versioni a 2 valvole dei motori le candele sono disposte simmetricamente nella testa del cilindro, mentre nella versione a 4 valvole i motori montano 2 candele di dimensioni differenti: la più grande è al centro, la più piccola è invece in posizione disassata rendendo più uniforme la combustione dei gas.
Anche la Mercedes ha usato il Twin Spark in alcuni motori a V di 90° posteriori al 1997 con architettura a 3 valvole per cilindro.

## Storia

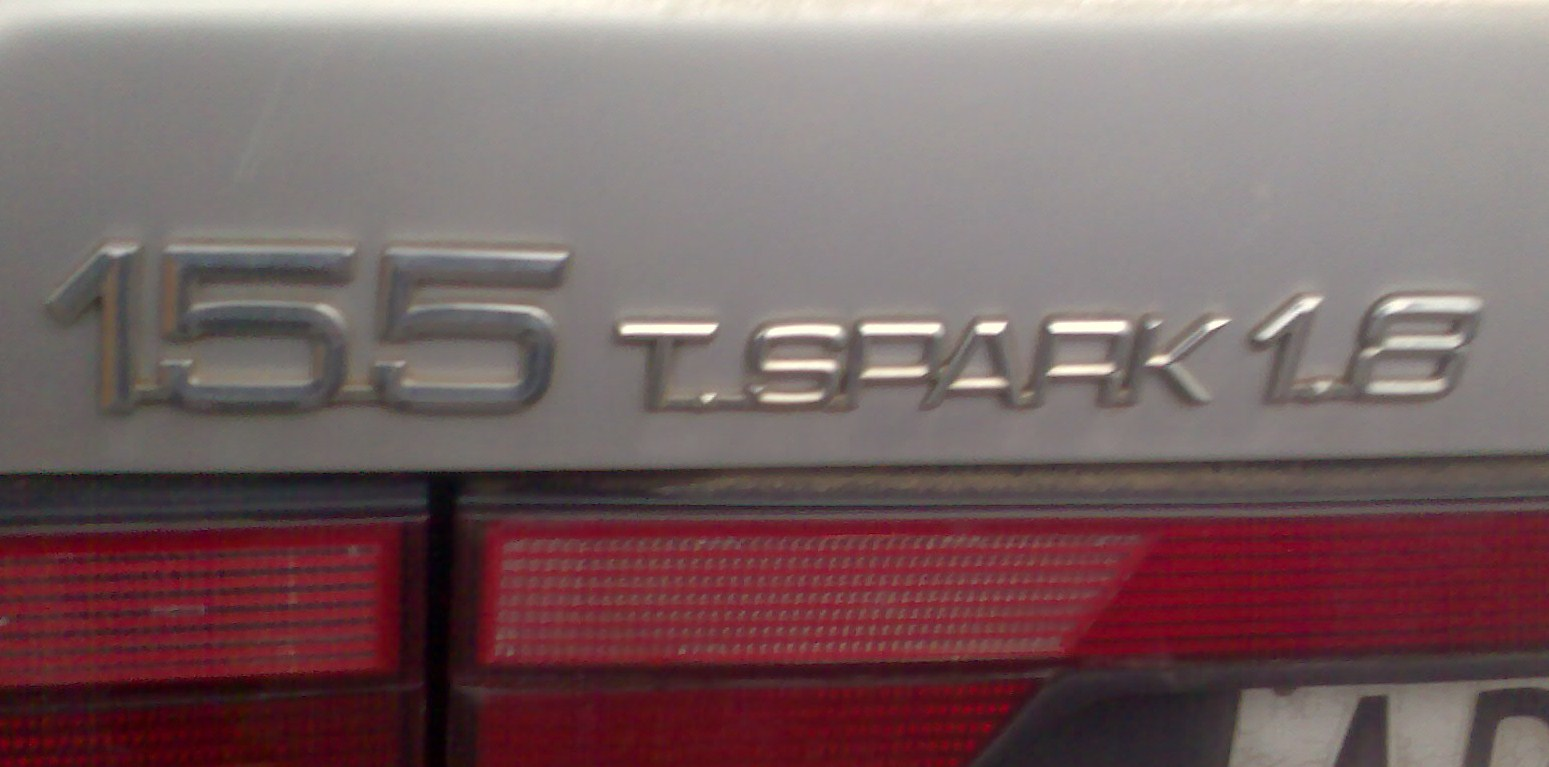
Logo di una Alfa 155 1.8 Twin Spark

Già nel primo decennio del XX secolo iniziarono a comparire i primi motori a doppia accensione, utilizzati in campo aeronautico per ovviare ai frequenti malfunzionamenti delle candele di quegli anni, tra questi anche il motore Lancia "D4" a 12 cilindri a V (v12). Osservato che il sistema, oltre a rendere più sicuro il volo, offriva un considerevole incremento di potenza, fu subito sperimentato anche sui motori destinati alle competizioni automobilistiche. 
In campo motociclistico un primo tentativo di utilizzo della doppia accensione su motori di serie venne effettuato sul prototipo Moto Guzzi "G-P 500" del 1920, con testata a 4 valvole. Nonostante gli ottimi risultati, il sistema venne abbandonato per gli elevati costi di produzione che avrebbe comportato.

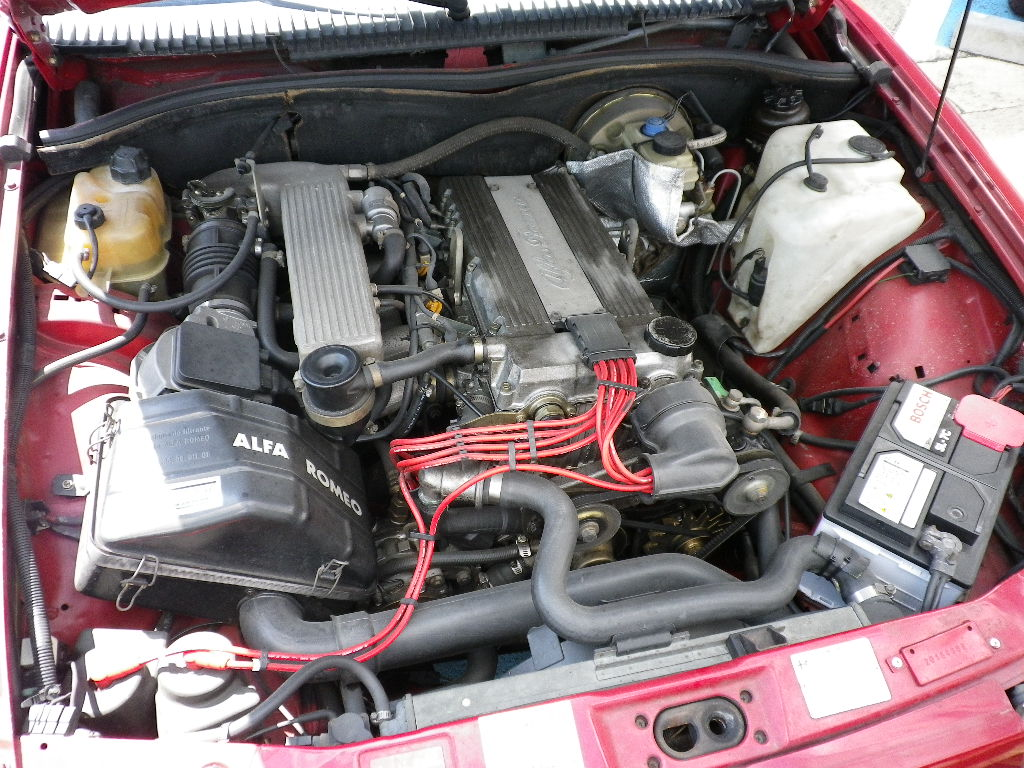
Uno dei primi propulsori stradali della famiglia Twin Spark montato su un Alfa 75

Nella storia dell'Alfa Romeo, la doppia accensione fu utilizzata per la prima volta nel 1914, sul modello "A.L.F.A. tipo Grand Prix". In seguito divenne comune sui modelli da competizione del dopoguerra, come le Giulia TZ e GTA, 105.33, 75, etc.
L'Alfa Romeo iniziò a studiare il moderno sistema "Twin Spark", basato sulla possibilità di variare e differenziare i tempi delle accensioni, a partire dal 1976, quando le sezioni progettuali dei motori "Nord" e "Sud" vennero accorpate sotto la direzione di Cesare Bossaglia, che decise di sperimentare la doppia accensione anche sui propulsori destinati alle automobili di grande serie.

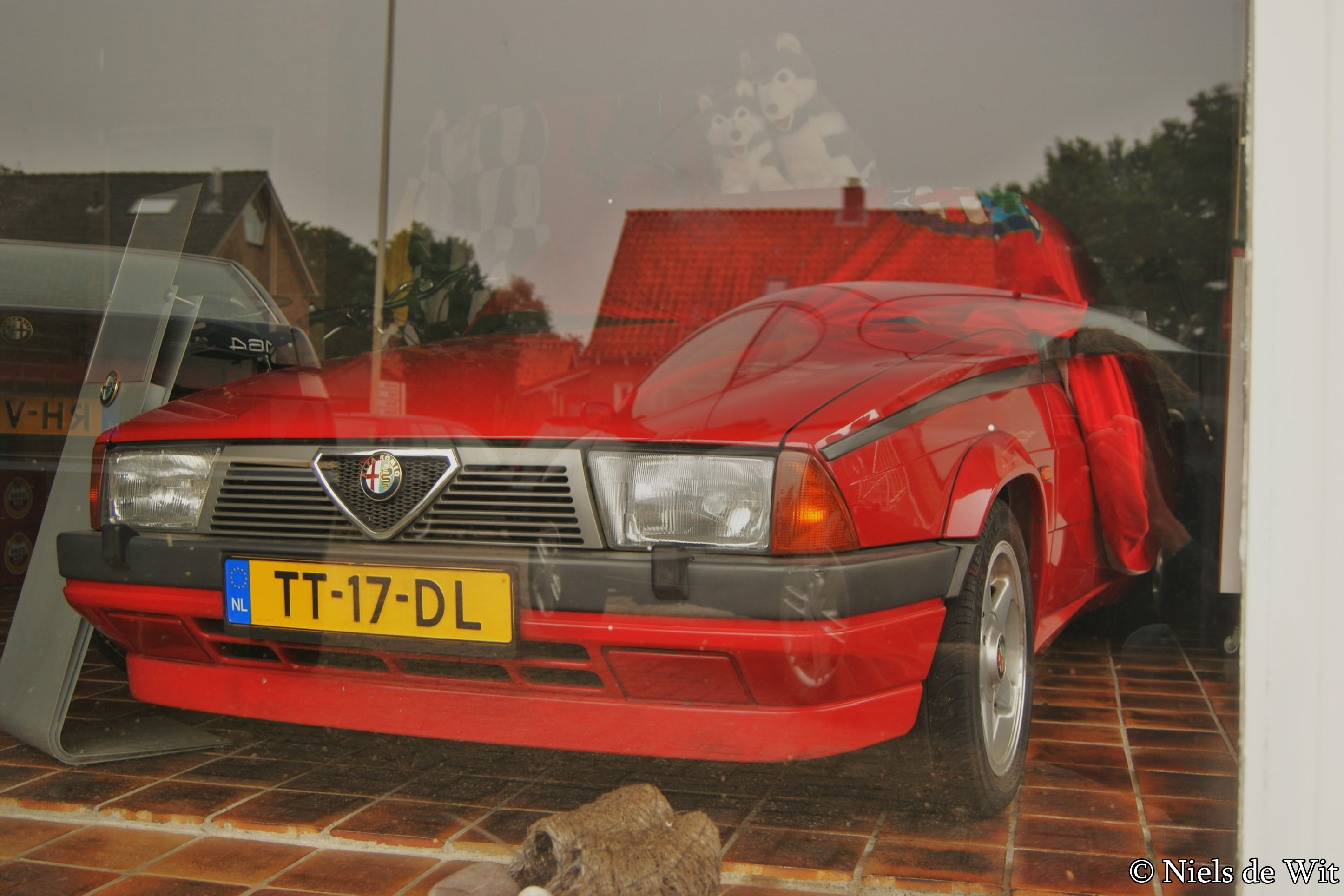
Alfa Romeo 75 Twin Spark 2.0 del 1988

## Utilizzo nelle competizioni
Sui modelli da competizione o ad alte prestazioni l'accensione a doppia candela, nonostante concettualmente simile alla "Twin Spark" odierna, non è la stessa. Infatti le recenti vetture Alfa Romeo (con motori sviluppati dal gruppo Fiat) hanno due candele di diverso tipo: una centrale grande e una piccola d'ausilio. Il vecchio tipo di doppia accensione che ha ispirato il Twin Spark ne monta due di diametro uguale dal funzionamento simultaneo. Il principale motivo di questa scelta deriva dal fatto che i motori odierni plurivalvole (ossia più delle convenzionali 2 o 3 valvole per cilindro), dove non ci sarebbe lo spazio pratico per metterne due di diametro grande.

## Motori Alfa Romeo Twin Spark
Tutti i motori Twin Spark prodotti da Alfa Romeo per vetture stradali furono motori a 4 cilindri; il sistema è stato inizialmente applicato sui propulsori a 8 valvole, per essere poi esteso anche ai gruppi termici a 16V, nati già con tale sistema.  

### Versioni 8 valvole
I motori Twin Spark del periodo pre-Fiat sono costruiti sul sistema a bialbero, con 8 valvole, ed hanno il basamento in lega di alluminio. Progressivamente introdotti dal 1987, furono utilizzati sia su alcune versioni di modelli già a listino (Alfa 75) che montati - fin da subito - su autovetture di nuovo lancio (quali la 164). Costituirono il primo propulsore anche per la 155, nel 1992, seppur montati in quest'ultimo caso trasversalmente, e con trazione anteriore. 
| Versione | Cilindrata | Potenza                          | Coppia                   | Adottato da  |
| -------- | ---------- | -------------------------------- | ------------------------ | ------------ |
| 2.0      | 1962 cc    | 109 kW (148 CV) a 5 800 giri/min | 186 N·m a 4 000 giri/min | 75, 164      |
| 2.0 cat. | 1995 cc    | 104 kW (143 CV) a 6 000 giri/min | 187 N·m a 5 000 giri/min | 75, 164, 155 |
| 1.8      | 1773 cc    | 98 kW (129 CV) a 6 000 giri/min  | 165 N·m a 5 000 giri/min | 155          |
| 1.7      | 1749 cc    | 84 kW (115 CV) a 6 000 giri/min  | 146 N·m a 3 500 giri/min | 155          |

### Versioni 16 valvole
Con il passaggio di Alfa al gruppo Fiat, pur basandosi sul medesimo progetto, i gruppi termici furono modificati, con 16 valvole, e il basamento in ghisa. Questi propulsori, analogamente ai precedenti, sostituirono prima quelli esistenti su autovetture già a listino (è il caso della 155), per poi costituire il propulsore standard su alcune versioni di modelli lanciati dopo il 1995 (è il caso di Alfa 145, 146, 156, 147, etc.).
| Versione | Cilindrata | Potenza                                      | Coppia                             | Adottato da                               |
| -------- | ---------- | -------------------------------------------- | ---------------------------------- | ----------------------------------------- |
| 2.0      | 1970 cc    | 110-114 kW (150-155 CV) a 6 400 giri/min     | 181-187 N·m a 3 500-3 800 giri/min | 145, 146, 147, 155, 156, 166, GTV, Spider |
| 1.8      | 1747 cc    | 103-106 kW (140-144 CV) a 6 500 giri/min     | 163-169 N·m a 3 500-3 900 giri/min | 145, 146, 155, 156, GT, GTV, Spider       |
| 1.6      | 1598 cc    | 77-88 kW (105-120 CV) a 5 600-6 200 giri/min | 140-146 N·m a 4200-4500 giri/min   | 145, 146, 147, 155, 156                   |
| 1.4      | 1370 cc    | 76 kW (103 CV) a 6 300 giri/min              | 124 N·m a 4 600 giri/min           | 145, 146                                  |

## Altri motori a doppia accensione
Quella Alfa Romeo non è l'unica famiglia di motori a doppia accensione dotata delle quattro valvole per cilindro. Anche molti motori Honda a 2 valvole per cilindro hanno doppia accensione. Sono esempi il motore delle Jazz già dal 2002 e il motore ibrido 4 valvole per cilindro, doppia accensione, fasatura variabile della Civic Hybrid.
Anche tutti i moderni motori HEMI prodotti dalla Chrysler dal 2003 a oggi utilizzano la doppia accensione, per un totale di 16 candele sui V8 5.7 e 6.2 litri.
La stessa tecnologia è stata implementata anche nelle costruzioni motociclistiche ad esempio dalla Ducati con i motori denominati Dual spark. La moto Honda Transalp (motore V2 con 3 valvole per cilindro) adotta la doppia candela dal 1987. Il sistema Twin Spark è applicato anche ai motori rotativi di tipo Wankel, dove in questo caso si ha anche un'accensione in momenti diversi, per completare la combustione della carica di carburante durante il movimento del rotore.

## Twin Spark nella Formula 3
Come il motore antenato Bialbero Alfa Romeo, anche il motore Twin Spark dell'Alfa Romeo venne usato nella Formula 3, con la sola differenza che il Twin Spark Alfa Romeo ottenne numerose vittorie non solo nella F3 europea ma anche nella Formula 3 sudamericana, dove vinse 5 campionati sudamericani dal 1988 al 1994, ed il campionato di Formula 3 sudamericano in quel periodo era considerato il più importante del mondo, tanto più che la stampa lo chiamava il Mundialito della Formula 3. Il motore Twin Spark dell'Alfa Romeo vinse anche decine di campionati nazionali di Formula 3 in Svizzera, in Svezia, in Austria ed in Brasile, dove divenne anche il primo motore italiano a vincere in quei paesi, mentre in Messico  ottenne anche dei record tuttora imbattuti, poiché oltre ad essere il primo motore a vincere il campionato di Formula 3 messicana, è  tuttora anche il motore con più vittorie consecutive, poiché dal 1990 al 1997 ha vinto 8 campionati messicani, per poi correre è vincere anche nel campionato cileno, dove tuttora viene ricordato come uno dei motori più competitivi